# Cipriano Castro
José Cipriano Castro Ruiz (11 de outubro de 1858 – 4 de dezembro de 1924) foi um militar e político venezuelano, presidente da Venezuela entre 1899 a 1908. Ele liderou a Revolução Liberal Restauradora, que derrubou o presidente Ignacio Andrade e pôs início a era de Hegemonia Andina na Venezuela.

## Primeiros anos
Cipriano Castro nasceu em 11 de outubro de 1858 na cidade andina de Táchira, Capacho Viejo. Filho de José del Carmen Castro, agricultor médio, e Pelagia Ruiz. Depois de concluir seus primeiros estudos em sua cidade natal e na cidade de San Cristóbal, continuou sua formação no Colegio Seminario de Pamplona na Colômbia  entre 1872 e 1873.
Em 1876, Castro se opôs à candidatura do general Francisco Alvarado à presidência do estado de Táchira. Em 1878 ele trabalhava como gerente do jornal El Álbum quando participou junto com um grupo de defensores da independência na tomada de San Cristóbal quando eles se recusaram a se submeter à autoridade do novo presidente do estado.
Em 1884, ele se desentendeu com um pároco, Juan Ramón Cárdenas em Capacho, que o levou à prisão em San Cristóbal. Depois de seis meses, ele escapou e se refugiou na cidade colombiana Cúcuta, onde dirigiu uma pousada. Lá conheceu sua futura esposa, Rosa Zoila Martínez, que se tornaria conhecida como Dona Zoila. Após dois anos, ele retornou a Táchira como soldado, acompanhando os generais Segundo Prato, Macabeo Maldonado e Carlos Rangel Garbiras para novamente levantar a bandeira da autonomia, para desgosto do governador de Táchira, general Espíritu Santo Morales. Castro derrotou as forças do governo em Capacho Viejo e em Rubio.
Promovido a general, ele próprio começou a se destacar na política interna do estado de Táchira. Foi durante o enterro de um companheiro de luta, Evaristo Jaimes, que havia sido morto nos combates anteriores, que Castro conheceu Juan Vicente Gómez, seu futuro companheiro em sua ascensão ao poder. Ingressou na política e tornou-se governador de sua província de Táchira, mas ele e Gómez se refugiaram por 7 anos na Colômbia após a ascensão de Joaquín Crespo ao poder na Venezuela em 1892. Ambos viveram em fazendas próximas a fronteira com a Venezuela.

## Governo
Devido a deterioração do governo de Ignacio Andrade e o fortalecimento dos partidários castristas, Cipriano em 1899 decide organizar, junto com Juan Vicente Gómez e outros partidários, a chamada Revolução Liberal Restauradora, que começou com a invasão do território venezuelano através da fronteira da Colômbia em 23 de maio, e após diversos combates, triunfou no dia 23 de outubro com a chegada de Cipriano na capital Caracas. Cipriano ficou no poder até 1908.
O governo de Cipriano Castro ficou marcado pelo autoritarismo e nacionalismo venezuelano, além de rebeliões e problemas com nações estrangeiras.

### Guerra civil (1901-1903)
Em 1901 estourou a Revolução Libertadora, uma guerra civil comandada por uma coalizão de caudilhos liderados pelo banqueiro Manuel Antonio Matos del Monte, aliados a empresas transnacionais (New York & Bermúdez Company e Orinoco Steamship Company, entre outras), com o objetivo de derrubar o governo de Cipriano Castro.
Cerca de 150 batalhas foram travadas. Em algumas das batalhas, Castro participou pessoalmente à frente das tropas oficiais, incluindo a mais importante, a batalha de La Victoria em 1902, onde com 6.500 homens conseguiu derrotar os 14.000 revolucionários anti-Castro que tentaram tomar Caracas pela força. A guerra chega ao seu fim em julho de 1903, após o desembarque de tropas lideradas por Juan Vicente Gómez vencerem a sangrenta batalha de Ciudad Bolívar.

## Deposição e morte

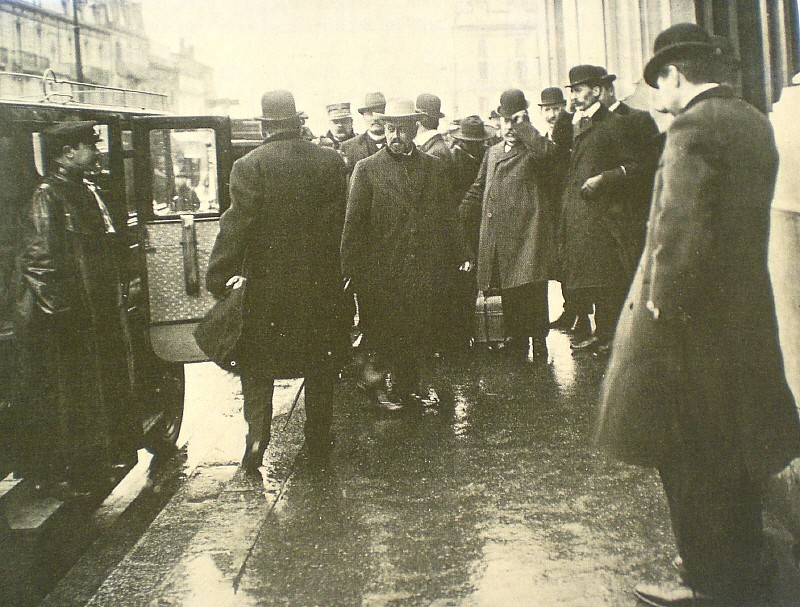
Cipriano Castro en París, 1908.

À medida que sua condição de saúde piorava devido à sífilis, em 23 de novembro de 1908, o poder foi deixado de forma interina nas mãos de Gómez, no dia seguinte, Castro embarca no navio Guadalupe com destino à Europa para ser curado. No entanto, em 19 de dezembro de 1908, Gómez tomou o poder com um golpe de Estado e encerrou efetivamente o conflito com a Holanda. Poucos dias depois, Castro partiu para Berlim, nominalmente para uma cirurgia.
Cipriano Castro, uma vez recuperado da operação cirúrgica a que foi submetido em Berlim, pretende voltar para retomar o poder. Na falta de recursos para realizar uma invasão armada, foi a Madrid para depois convalescer da sua operação em Paris e Santa Cruz de Tenerife. No final de 1912 ele pretende passar uma temporada nos Estados Unidos, mas é preso pelas autoridades de imigração em Ellis Island e forçado a sair.
Em 1916 se estabeleceu com sua esposa em Porto Rico, sob estreita vigilância de espiões enviados por Juan Vicente Gómez. Castro passou o resto de sua vida no exílio em Porto Rico, fazendo várias tramas para retornar ao poder, porém, nenhuma das quais foi bem sucedida. Castro morreu em 4 de dezembro de 1924, em Santurce, Porto Rico.
Em 14 de fevereiro de 2003, seus restos mortais foram transferidos ao Panteão Nacional por ordem expressa do Presidente Hugo Chávez em comemoração aos cem anos do bloqueio naval contra a Venezuela.